# Ptilinopus ponapensis
El tilopo de Ponapé (Ptilinopus ponapensis) es una especie de ave columbiforme de la familia Columbidae endémica de Ponapé y Chuuk, en las islas Carolinas. Anteriormente se consideraba una subespecie del tilopo coronipúrpura (Ptilinopus porphyraceus). 

## Distribución y hábitat
Se encuentra únicamente dos de las islas principales de las Carolinas, Ponapé y Chuuk, en la Micronesia. 
Su hábitat natural son los bosques húmendos tropicales y los manglares isleños.